# 24ª Mostra internazionale d'arte cinematografica di Venezia
La 24ª edizione della Mostra internazionale d'arte cinematografica di Venezia si è svolta a Venezia, Italia, dal 24 agosto al 7 settembre del 1963. Fu la prima edizione diretta da Luigi Chiarini.

## Giuria e premi
La giuria era così composta:
- Arturo Lanocita (presidente, Italia), Sergej Gerasimov (Unione Sovietica), Lewis Jacobs (Stati Uniti d'America), Hidemi Kon (Giappone), Claude Mauriac (Francia), Guido Aristarco, Piero Gadda Conti (Italia).

I principali premi distribuiti furono:
- Leone d'oro: Le mani sulla città di Francesco Rosi
- Leone d'argento: Fuoco fatuo (Le feu follet) di Louis Malle e Introduzione alla vita (Vstuplijenije) di Igor Talankin (ex aequo)
- Coppa Volpi al miglior attore: Albert Finney per Tom Jones
- Coppa Volpi alla miglior attrice: Delphine Seyrig per Muriel, il tempo di un ritorno (Muriel, ou le temps d'un retour)

## Sezioni principali

### Film in concorso
- Anatomia di un rapimento (Tengoku to jigoku), regia di Akira Kurosawa (Giappone)
- Billy il bugiardo (Billy Liar), regia di John Schlesinger (Regno Unito)
- Bol'šaja doroga, regia di Jurij Ozerov (Unione Sovietica/Cecoslovacchia)
- Confetti al pepe (Dragées au poivre), regia di Jacques Baratier (Francia/Italia)
- Fuoco fatuo (Le feu follet), regia di Louis Malle (Francia)
- Hud il selvaggio (Hud), regia di Martin Ritt (Stati Uniti d'America)
- Il servo (The Servant ), regia di Joseph Losey (Regno Unito)
- Introduzione alla vita (Vstuplijenije), regia di Igor Talankin (Unione Sovietica)
- L'uomo (Ningen), regia di Kaneto Shindō (Giappone)
- La ballata del boia (El verdugo), regia di Luis García Berlanga (Spagna/Italia)
- Le mani sulla città, regia di Francesco Rosi (Italia)
- Mare matto , regia di Renato Castellani (Italia/Francia)
- Milczenie, regia di Kazimierz Kutz (Polonia)
- Muriel, il tempo di un ritorno (Muriel ou le temps d'un retour), regia di Alain Resnais (Francia/Italia)
- Nunca pasa nada, regia di Juan Antonio Bardem (Spagna/Francia)
- Omicron, regia di Ugo Gregoretti (Italia)
- The Cool World, regia di Shirley Clarke (Stati Uniti d'America)
- Tom Jones, regia di Tony Richardson (Regno Unito)
- Zlaté kapradí, regia di Jiří Weiss (Cecoslovacchia)